# Patologia
Patologia (derivado do grego pathos, afetação, doença, e logia, ciência, estudo) é um ramo da biologia e medicina primariamente dedicado à análise e estudo de órgãos, tecidos e fluidos corporais, com a finalidade de fazer um diagnóstico das doenças.
Por extensão, pode ser considerada além disso, em geral sob aspectos determinados, tanto na medicina quanto em outras áreas do conhecimento como matemática, arquitetura e engenharias, onde é conhecida como "Patologia das Edificações" e estuda as manifestações  anômalas (lesões,  danos,  defeitos  e  falhas) que podem vir a ocorrer em uma construção.
Na medicina envolve tanto a ciência básica quanto a prática clínica, e é devotada ao estudo das alterações estruturais e funcionais das células, dos tecidos e dos órgãos que estão ou podem estar sujeitos a doenças.
O termo patologia tem sido usado, erroneamente, como sinônimo de doença. Tal uso é decorrente da tradução imprópria do inglês pathology.

## Divisão da patologia

### Ramos
Tradicionalmente, o estudo da patologia é dividido em:

#### Patologia geral
Está envolvida com as reações básicas das células e tecidos a estímulos anormais provocados pelas doenças.
Por isso é denominada patologia geral, doenças relacionadas a todos os processos patológicos, referentes às células.

#### Patologia especial
Examina as respostas específicas de órgãos especializados e tecidos a estímulos definidos.

### Áreas
Todas as doenças têm causa (ou causas) que age(m) por determinados mecanismos, os quais produzem alterações morfológicas e/ou moleculares nos tecidos, que resultam em alterações funcionais do organismo ou parte dele, produzindo alterações subjetivas(sintomas) ou objetivas(sinais).
A patologia engloba áreas diferentes como:

#### Etiologia
Estuda as causas gerais de todos os tipos de doenças, podendo ser determinado por fatores intrínsecos ou adquiridos.

#### Patogenia
É o processo de eventos do estímulo inicial até a expressão morfológica da doença.

#### Alterações morfológicas
As alterações morfológicas, que são as alterações estruturais em células e tecidos características da doença ou diagnósticas dos processos etiológicos. É o que pode ser visualizado macro ou microscopicamente.

#### Fisiopatologia
Estuda os distúrbios funcionais e significado clínico. A natureza das alterações morfológicas e sua distribuição nos diferentes tecidos influenciam o funcionamento normal e determinam as características clínicas, o curso e também o prognóstico da doença.
O estudo de sinais e sintomas das doenças é objeto da Propedêutica ou Semiologia, que têm por finalidade fazer seu diagnóstico, a partir do qual se estabelecem o prognóstico, a terapêutica e a profilaxia.

## Classificação das lesões
A classificação e nomenclatura das lesões são complicadas, não havendo consenso dos estudiosos quanto ao significado de muitas palavras utilizadas para identificar os diferentes processos. Como o objetivo da Patologia Geral é o estudo das lesões comuns às diferentes doenças, é necessário que tais lesões sejam classificadas e tenham uma nomenclatura adequada.
Ao atingirem o organismo, as agressões comprometem um tecido (ou um órgão), no qual existem:
1. células, parenquimatosas e do estroma;
2. componentes intercelulares ou interstício;
3. circulação sangüínea e linfática;
4. inervação.

Após agressões, um ou mais desses componentes podem ser afetados, simultaneamente ou não. Desse modo,podem surgir lesões celulares, danos ao interstício, transtornos locais da circulação, distúrbios locais da inervação ou alterações complexas que envolvem muitos ou todos os componentes teciduais. Por essa razão, as lesões podem ser classificadas nesses cinco grupos, definidos de acordo com o alvo atingido, lembrando que, dada a interdependência entre os componentes estruturais dos tecidos, as lesões não surgem isoladamente nas doenças, sendo comum sua associação.

### Lesão celular

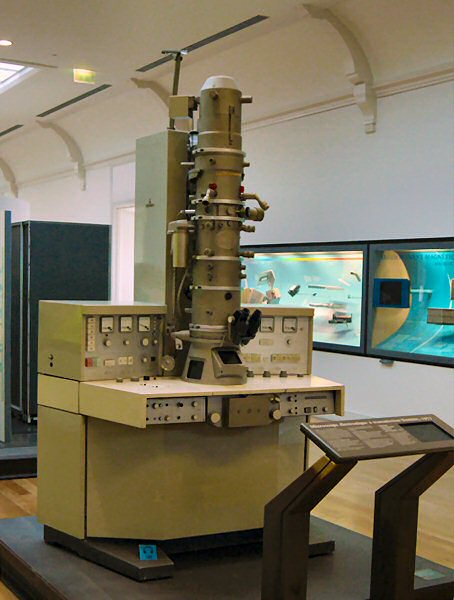
Microscópio eletrônico da Siemens, 1973. Musée des Arts et Métiers, Paris

As lesões celulares pode ser consideradas em dois grupos:

#### Lesão celular reversível
São aquelas compatíveis com a regulação do estado de normalidade após cessada a agressão; a letalidade ou não está freqüentemente ligada à qualidade, à intensidade e à duração da agressão, bem como ao estado funcional ou tipo de célula atingida. As agressões podem modificar o metabolismo celular, induzindo o acúmulo de substâncias intracelulares (degeneração|degenerações), ou podem alterar os mecanismos que regulam o crescimento e a diferenciação celular originando hipotrofias, hipertrofias, hiperplasias, hipoplasias, metaplasias, displasias, e neoplasias). Outras vezes,acumulam-se nas células pigmentos endógenos ou exógenos, constituindo pigmentações.

#### Lesão celular Irreversível
São representadas pela necrose (morte celular seguida de autólise) e pela apoptose (morte celular não seguida de autólise).

### Alteração do interstício
Englobam as modificações da substância fundamental amorfa e das fibras elásticas, colágenas e fibras reticulares, que podem sofrer alterações estruturais e depósitos de substância formadas in situ ou originadas da circulação.

### Distúrbio da circulação
Incluem aumento, diminuição, cessação do fluxo sangüíneo para os tecidos (hiperemia, oligoemia e isquemia), coagulação sanguínea no leito vascular (trombose), aparecimento na circulação de substâncias que não se misturam ao sangue e causam oclusão vascular (embolia), saída de sangue do leito vascular (hemorragia) e alterações das trocas de líquidos entre o plasma e o interstício (edema).

### Alteração da inervação
Alterações locais dessas estruturas são pouco conhecidas.

### Inflamação
A lesão mais complexa que envolve todos os componentes teciduais.

## Ver também

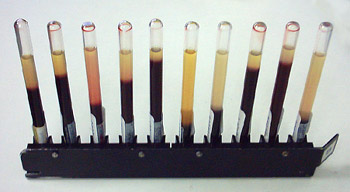
Velocidade de hemossedimentação (VHS) é um teste comum na hematologia usado para uma medida não-específica da inflamação.